# Giovanni Bressani
Giovanni Bressani (Bergamo, 2 gennaio 1489 – Olmo al Brembo, 23 marzo 1560) è stato un poeta e umanista italiano.

## Biografia
Nacque da una famiglia nobile originaria di Adrara, da Vincenzo e Maria Tizzoni. È considerato il primo poeta di area settentrionale ad utilizzare una vera e propria lingua lombarda, nella sua variante bergamasca, e non più la koinè lombardo-veneta d'epoca medievale.
Ammiratore di Erasmo da Rotterdam, la sua composizione poetica era caratterizzata da componimenti poetici satirici per ridicolizzare ed esaltare i vizi di politici e commercianti del suo tempo. L'artista si vantava di aver scritto migliaia di versi senza che venissero da lui pubblicati, le sue opere infatti uscirono postume, nel 1574. I suoi scritti sono conservati presso la Biblioteca civica Angelo Mai di Bergamo.
Giovan Battista Moroni ne realizzerà un ritratto postumo conservato presso la National Galleries of Scotland di Edimburgo.
La cittadina orobica gli dedicò una moneta fusa nel 1560-1561 riportante la scritta: D/ IO BRESS BER POE ILL AET AN LXX. ΑΡΣΕΝ ΕΠΟΙΗ. Il personaggio è raffigurato a mezzo busto volto verso sinistra e indossante un turbante. La faccia opposta della moneta, raffigura un ramo d'alloro e un flagello che si incrociano con la scritta: R/ CVIQVE IVXTA MERITVM.

## Opere
Opere pubblicate postume:
- Tumuli tum latina tum etrusca tum bergomea lingua compositi et temporis ordine collocati, Brescia, 1574.
- Valerius Maximus in distica redactus, Brescia, 1574.
- Novella del cavaliero Soccino Sicco e ns Vincenzo Bressani e ms. Bapt. Fonasello, Livorno, G.Papanti, 1873.
- Novella di Pachanno, Livorno, G. papanti, 1873.
- Novella di Marc'antonio Avogadro, Livorno, G. Papanti, 1873.
- Novella de doi giocatori ch'hanno giocato doi giorni e una notte continua, Livorno, G. Papanti, 1873.